# Cerkev sv. Roka, Predenca
Cerkev sv. Roka je romarska cerkev, ki se nahaja na griču nad vasjo Predenca na eni strani ter nad Šmarjem pri Jelšah na drugi. Gradili so jo postopoma, vendar za čas njenega nastanka velja leto 1646. Preprosto masivno zunanjščino krasijo gotsko zašiljena okna ter lesen kip svetega Roka nad vhodnimi vrati.  
Notranjost cerkve je bogato okrašena. Freske v prezbiteriju prikazujejo prizore iz legende o svetem Roku, slika nad vrati zakristije pa predstavlja Šmarje s cerkvijo svetega Roka. V ladji so freske v celoti posvečene Mariji in svetnikom: osrednja freska na stropu predstavlja Marijino vnebovzetje, stranske freske pa upodabljajo svetega Frančiška Ksaverja, svetega Janeza Nepomuka, na kornih freskah prepoznamo svetega Antona Padovanskega, 14 priprošnjikov v sili ter graditelja kapelic Mateja Vrečarja. V osrednem delu glavnega oltarja stoji kip svetega Roka, v stranskih nišah sta sveti Anton Puščavnik in sveti Silvester. Zvonik ima en zvon. 
Ob lepem vremenu se z griča, kjer stoji cerkev svetega Roka, vidi več kot 50 cerkva. Pogled sega od solčavskih hribov do svete Uršule nad Slovenj Gradcem, Pohorja in tako naprej.